# Sōke
Soke (jap. kanji 宗家 , hiragana そうけ, romaji sōke), japanski naslov koji znači glavešina, a ponekad se prevodi kao glava kuće, glava obitelji, ili veliki majstor. Može da znači onaj koji je vođa neke škole, ali je najčešće korištena kao najviši nivo japanskih naslova, odnoseći se na jedinstvenog vođu škole u borilačkim vještinama. 
U svijetu japanskih tradicijskih vještina, koristi se kao istoznačnica riječi iemoto.
Soke se ponekad pogrešno tumači kao osnivač škole (stila), zbog toga što su mnogi sokei zapravo prva generacija glavešina svojih vještina, tako da su u isto vrijeme i soke i osnivač. Zapravno, soke se smatra krajnjim autoritetom u okviru svoje vještine i imaju posljednju riječ što se tiče promocija. unaprijeđivanja, doktrine i disciplinarnih mjera. Soke ima autoritet da izda menkyo kaiten diplomu, koja označava da je neko ovladao svim aspektima svog stila.
Široka uporaba sokea u borilačkim vještinama je kontroverzna. Tradicionalno, ovaj izraz se rijetko koristio u Japanu. Tipičan je samo za stare škole. Postao je ustaljen pojam za glavešine škola nastale u posljednjih par desetljeća, koje pokušavaju da rekonstruiraju ili izigravaju starije škole borilačkih vještina. 

## Vanjske poveznice
- Why you can't be a Soke